# Microsoft Lumia

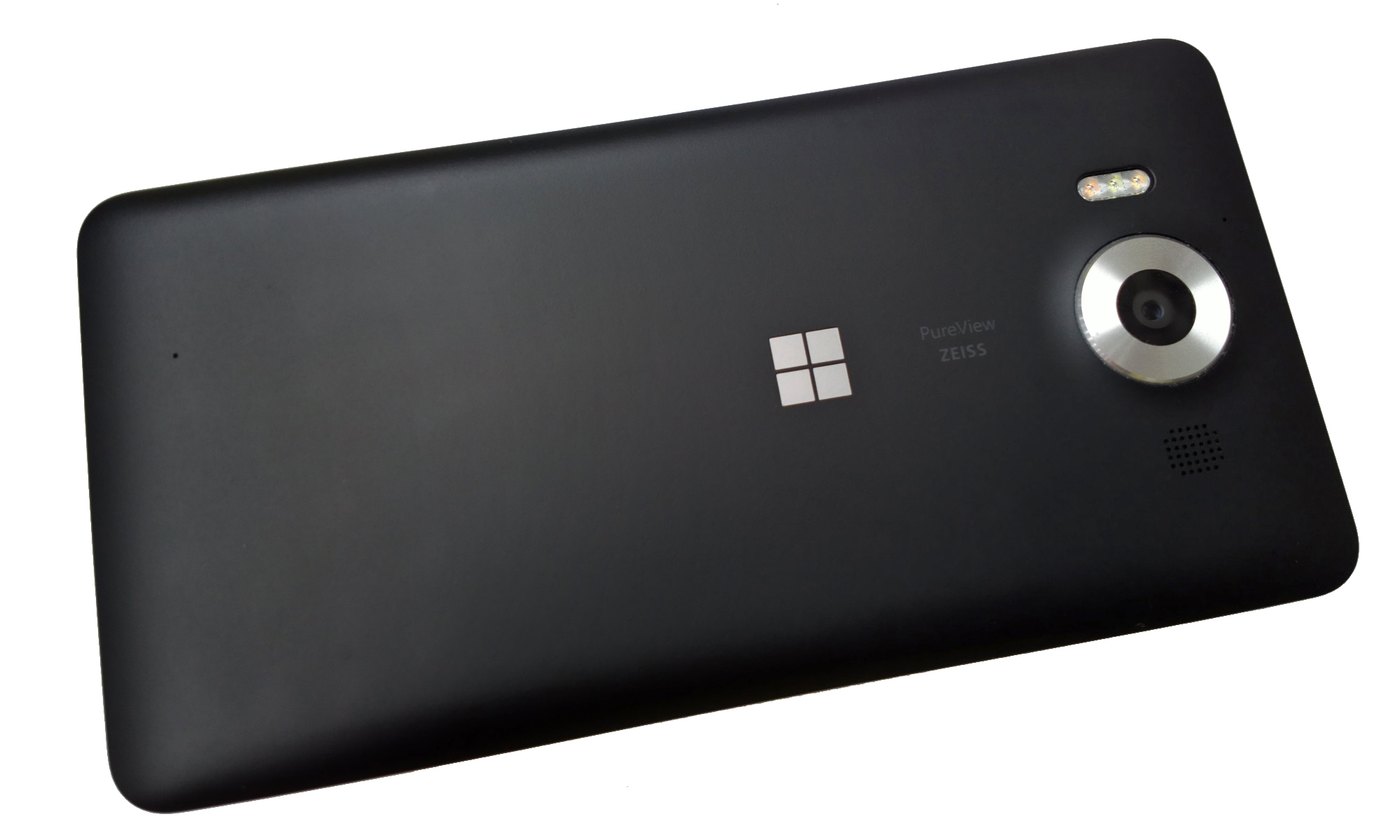
Microsoft Lumia 950

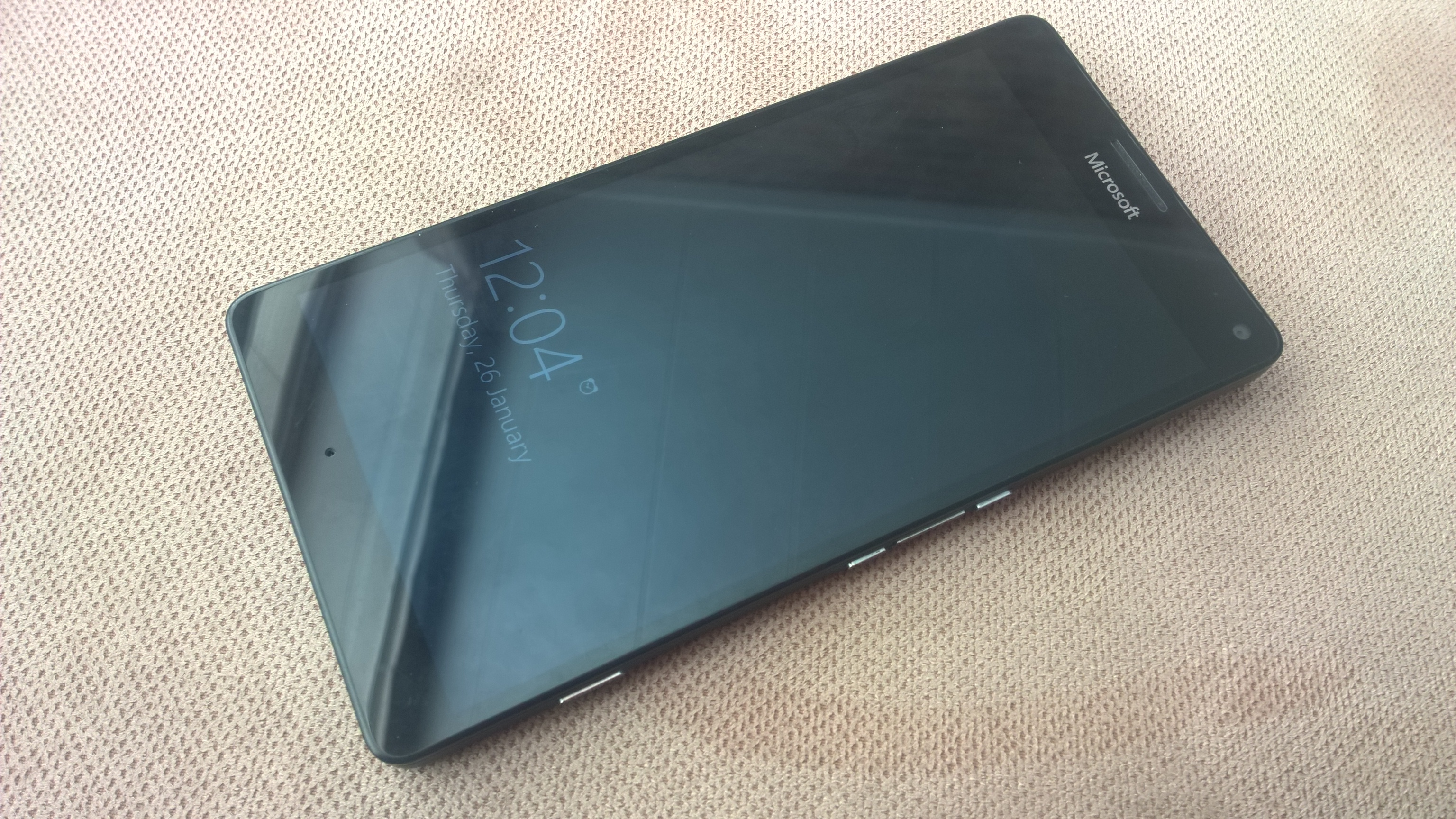
Microsoft Lumia 950 XL

Microsoft Lumia (dříve Nokia Lumia) je produktová linie smartphonů a tabletů vyvíjená společností Microsoft Mobile (dříve finská Nokia Devices & Services). Telefony Lumia využívají operační systém Windows Phone, který je známý spolehlivostí ale i málo aplikacemi v obchodě s aplikacemi (Windows Phone Store). Vychází ze systému Windows známého v celosvětovém měřítku.

## Historie
První telefony Nokia Lumia byly v roce 2011 za působení ředitele Stephena Elopa (který je též zmiňován jako nastrčená postava od Microsoftu) Lumie s Windows Phone 7 (510, 610, 710, 800, 900), Microsoft ale chvíli na to přišel s Windows Phone 8 a „pohřbil“ Windows Phone 7 zároveň s prvními Lumiemi. Tak byly slavnostně představeny nové Lumie 920 a 820 s Windows Phone 8, které disponovaly mnoha revolučními funkcemi jako bezdrátové nabíjení, vysokocitlivá vrstva displeje (tzv. Super Sensitive Touch Display), PureMotionHD+, Always on display a mnoho dalších věcí. Ale hlavně disponovaly Windows Phone 8. V roce 2013 bylo oznámeno odkoupení mobilní divize Nokie, včetně značek Asha a Lumia Microsoftem.

## Software

### Operační systém
Zařízení Lumia využívají operační systém Windows Phone v několika jeho variantách. První generace smartphonů (Lumie X00 a X10) využívala OS Windows Phone 7, později získala možnost aktualizovat na Windows Phone 7.8, ale přechod na verzi 8 umožněn nebyl. Druhá generace (Lumie X2x) byla postavena na systému Windows Phone 8 a zároveň bylo umožněno všem modelům druhé generace aktualizovat na Windows Phone 8.1. Třetí generace smartphonů (telefony řad X30 a X35) má již od výroby nainstalovanou nejnovější verzi, tedy 8.1. Tablet Lumia 2520 využívá operační systém Windows 8.1 RT.

## Telefony Lumia

### Lumia 510
Tento telefon má dotykový displej s úhlopříčkou 4’’ a rozlišením 480 × 800 px. Váží 129 g. Vyrábí se v červené, žluté, azurové, bílé a černé barvě. Je vybaven procesorem Qualcomm MSM7227A o frekvenci 800 MHz a běží na operačním systému Windows Phone 7.5. V České republice se neprodává.

### Lumia 520
Lumia 520 by měla být nástupcem Lumie 510. Shodně s ní má 4’’ displej s rozlišením 480 × 800 px, váží však o 5 g méně, tedy 124 g. Vyrábí se, stejně jako Lumia 520, v červené, žluté, azurové, bílé a černé barvě. Výraznou změnou je výkonnější procesor Qualcomm MSM8227 o frekvenci 2×1000 MHz. Kapacita baterie telefonu je 1 430 mAh. Operační systém v tomto telefonu je Windows Phone 8. Společnost Nokia prodala telefonu Nokia Lumia 520 už 12 miliónů kusů (k r. 2014), čímž se dostává na pozici nejprodávanějšího telefonu s OS Windows Phone 8. V České republice se prodává.

### Lumia 521
Lumia 521 je naprosto stejná jako Lumia 520. Liší se pouze tím, že model Lumia 521 je vyroben pouze pro T-Mobile v USA. V České republice se neprodává.

### Lumia 525
Lumia 525 je nástupcem Lumie 520. S tou si je velice podobná, technicky se liší pouze dvojnásobnou pamětí RAM (což je zdůvodněno zlepšením přístupnosti telefonu k některým aplikacím). Prodává se ve třech barvách: bílé, oranžové a žluté a operační systém v tomto telefonu je Windows Phone 8 s aktualizací Lumia Black. V České republice se neprodává.

### Lumia 526
Lumia 526 je vylepšená verze modelu Lumia 520. U tohoto modelu byla navýšena paměť RAM (na 1 GB, oproti modelu Lumia 520, který má 512 MB RAM). Dále byl do modelu vsazen lepší procesor Qualcomm MSM8230 o frekvenci 2×1200 MHz. Kapacita baterie zůstala stejná. Rozlišení fotoaparátu zůstalo zachováno, ale byl přidán blesk. Vnitřní paměť zůstala na 8 GB. Rozlišení displeje a jeho velikost zůstala stejné jako u modelu Lumia 520. V České republice se neprodává.

### Lumia 530
Lumia 530 je další vylepšenou verzí modelu Lumia 520. Velikost displeje zůstala stejná, jeho rozlišení se dostalo na 854×480. RAM paměť zůstala na 512 MB, ale vnitřní paměť klesla na 4GB, kterou lze dále rozšířit o microSD kartu. Telefon je již vybaven OS Windows Phone 8.1. Fotoaparát zůstal s 5 MPx. Kapacita baterie zůstala zachována. Tento telefon nepodporuje sítě 4G. Do modelu byl vsazen nový, lepší čtyřjádrový procesor Snapdragon 200 8625Q s 1,2 GHz. Telefon se prodává v oranžové, zelené, bílé, šedé a černé barvě. Telefon je dostupný také ve verzi DUAL SIM a v České republice se prodává.

### Lumia 535
Lumia 535 i přes své označení nemá s předchozími Lumiemy řady 5xx mnoho společného. Jedná se o první telefon Lumia s logem společnosti Microsoft, který byl představen 11. listopadu 2014. Nabízí 5’’ IPS LCD displej, 8 GB rozšiřitelné uživatelské paměti nebo 2 fotoaparáty s rozlišením 5 MPx. Vyrábí se v bílé, šedé, černé, zelené, oranžové a modré barvě a je dostupná v České republice.

### Lumia 610
Lumia 610 je vybavena dotykovým displejem s úhlopříčkou 3,7’’ a rozlišením 480 × 800 px. Váží 132 g. Vyrábí se v růžové, modré, bílé a černé barvě. Pohání ji procesor Qualcomm MSM7227A s frekvencí 800 MHz a běží na operačním systému Windows Phone 7.5. V České republice se prodává.

### Lumia 620
Lumia 620 je nástupcem modelu 610. Dotykový displej má úhlopříčku 3,8’’ a rozlišení opět 480 × 800 px, váží však jen 127 g. Vyrábí se v zelenožluté, žluté, růžové, modré, oranžové, bílé a černé barvě. Uvnitř je procesor Qualcomm MSM8227 s frekvencí 2×1000 MHz a operační systém Windows Phone 8. V České republice se prodává.

### Lumia 625
Lumia 625 je sestra Lumie 620. Vyrábí se v bílé, černé, oranžové, žluté a zelené barvě. Vybavení telefonu zůstalo takřka stejné, pouze displej vyrostl na 4,7’’, procesor (opět dvoujádrový) zvýšil frekvenci na 1200 MHz a baterie má nově kapacitu 2000 mAh. V České republice se prodává.

### Lumia 630
Lumia 630 je vylepšená Lumia 620. Telefon se vyrábí v zelené, oranžové, žluté, černé a bílé. Její váha se vyšplhala na 134 g. Vnitřní paměť telefonu je 8 GB s možností rozšířit paměť telefonu o microSDHC kartu a 512 MB RAM paměti. Telefon disponuje 4,5’’ IPS LCD s rozlišením 480 × 854. Fotoaparát má 5 MPx. Baterie obsahuje 1 830 mAh. Existuje i ve verzi pro dvě SIM karty. V České republice se prodává.

### Lumia 635
Lumia 635 je vylepšená Lumia 630. Telefon se vyrábí v zelené, oranžové, žluté, černé a bílé. Její váha se vyšplhala na 134 g. Vnitřní paměť telefonu je 8 GB s možností rozšířit paměť telefonu o microSDHC kartu a 512 MB RAM paměti. Telefon disponuje 4,5’’ IPS LCD s rozlišením 480 × 854. Fotoaparát má 5 MPx. Od telefonu Lumia 630 se pouze liší podporou sítí čtvrté generace (LTE) a lepším procesorem. V České republice se prodává.

### Lumia 710
Tento telefon má dotykový displej s úhlopříčkou 3,7’’ a rozlišením 480 × 800 px. Váží 126 g. Vyrábí se v růžové, modré a černé barvě. Je poháněna procesorem Scorpion s frekvencí 1400 MHz. Operační systém Lumie 520 je Windows Phone 7.5. V České republice se prodává.

### Lumia 720
Toto je nástupce Lumie 710. Její displej se zvětšil na 4,3’’, rozlišení zůstalo stejné. Váha se zvětšila na 127 g. Vyrábí se v červené, žluté, azurové, bílé a černé barvě. Je vybavena procesorem Qualcomm MSM8227 s taktem 2×1000 MHz a operačním systémem Windows Phone 8. V České republice se prodává od 15. května 2013.

### Lumia 730 DUAL SIM
Tento telefon je nástupcem Lumia 720 – již od výroby má instalovaný Windows Phone 8.1. Displej telefonu se zvětšil na 4,7’’ s HD rozlišením. Váha stoupla na 130 g. K dispozici je v oranžové, zelené, černé a bílé. Telefon je vybaven čtyřjádrovým procesorem Qualcomm MSM8226 s taktem 1,2 GHz. Velikost paměti zůstala na 8 GB s možností rozšířit ji o microSDHC. RAM paměť je 1 GB. Fotoaparát disponuje 7 MPx. V České republice se zatím neprodává.

### Lumia 735
Tento telefon je vylepšeným modelem Lumie 730 DUAL SIM, také má již od výroby instalovaný Windows Phone 8.1. Vše zůstalo zachováno, jen byl vsazen lepší procesor, váha telefonu vzrostla na 134 g. Výrobní barvy zůstaly zachovány, ale tento telefon se vyrábí místo v černé v šedé barvě. V České republice se zatím neprodává.

### Lumia 800
Lumia 800 má displej o velikosti 3,7’’, rozlišení je opět stejné. Vyrábí se v růžové, azurové, bílé a černé barvě. Pohání ji procesor Qualcomm MSM8255T o frekvenci 1400 MHz a operační systém Windows Phone 7.5. V České republice se prodává.

### Lumia 820
Je nástupcem Lumie 800. Displej vyrostl na 4,3’’, rozlišení zůstalo stejné. Váží 160 g. Vyrábí se v červené, žluté, azurové, fialové, šedé, bílé a černé barvě. V jejím srdci je procesor Qualcomm MSM8960 s frekvencí 2×1500 MHz a je vybavena operačním systémem Windows Phone 8. Fotoaparát disponuje 8,7 MPx. Kapacita baterie dosahuje 1 650 mAh. V České republice se prodává.

### Lumia 822
Lumia 822 je vylepšená verze modelu Lumia 820. Telefon se vyrábí v černé, bílé, šedé a červené barvě. Její váha klesla na 142 g. Vnitřní paměť telefonu se navýšila na 16 GB s možností rozšířit ji o paměťovou kartu. Velikost i rozlišení displeje zůstalo. Fotoaparát zůstal se stejnými parametry. Kapacita baterie byla navýšena na 1 800 mAh. V České republice se neprodává.

### Lumia 810
Lumia 810 je, i přes nižší číslo, vylepšená Lumia 820. Oproti ní je lehčí (váží pouze 145 g), je vybavena lepší baterií a její přední kamera má trojnásobné rozlišení. Byla vyvinuta speciálně pro americký T-Mobile a v České republice se neprodává.

### Lumia 830
Je nástupcem modelu 820 – zakončení x30 značí, že telefon je od výroby vybaven Windows Phone 8.1. Velikost displeje telefonu se změnila na rovných 5’’ s HD rozlišením. Hmotnost byla snížena na 150 g. Je k dispozici v oranžové, zelené, černé a bílé. Procesor telefonu je čtyřjádrový Qualcomm MSM8926 s taktem 1,2 GHz. Fotoaparát disponuje 10 MPx. Velikost paměti telefonu je 16 GB, RAM paměti potom 1 GB. Kapacita baterie je 2 200 mAh. V České republice se zatím neprodává.

### Lumia 900
Lumia 900 má displej o velikosti 4,3’’ a rozlišení 480 × 800 px. Váží 160 g. Vyrábí se rovněž v červené, žluté, azurové, bílé a černé barvě. Je vybavena procesorem Qualcomm APQ8055 s frekvencí 1400 MHz. Pohání ji operační systém Windows Phone 7.5. V České republice se prodává.

### Lumia 920
Lumia 920 vlastní displej s velikostí 4,5’’ a rozlišením 768 × 1 280 px. Váží 185 g. Vyrábí se v červené, žluté, šedé, bílé a černé barvě. Je poháněna procesorem Qualcomm MSM8960 s frekvencí 2×1500 MHz a systémem Windows Phone 8. Kapacita baterie telefonu je 2 000 mAh. Fotoaparát disponuje 8,7 MPx. Vnitřní paměť telefonu dosahuje 32 GB bez možnosti rozšířit ji o paměťovou kartu. V České republice se prodává.

### Lumia 928
Lumia 928 je vylepšená Lumia 920, vyvinutá speciálně pro amerického operátora Verizon. Nejvýraznější změnou oproti Lumii 920 je xenonový blesk, navíc je o 3 mm užší. V České republice se neprodává.

### Lumia 925
Lumia 925 je opět vylepšená verze Lumie 920, tentokrát se však prodává po celém světě. Vyrábí se v bílé, šedé a černé barvě. Na rozdíl od Lumie 920 má na hranách hliníkový rámeček, hmotnost spadla na 139 g (díky absenci bezdrátového nabíjení) a vnitřní paměť byla snížena na 16 GB. V České republice se prodává.

### Lumia 930
Lumia 930 je opět vylepšená verze telefonu Lumia 920. Pro rok 2014 se stala vlajkovou lodí společnosti Nokia. Vyrábí se v oranžové, bílé, černé a zelené. Její váha se vyšplhala na 167 g. Vnitřní paměť telefonu je 32 GB bez možnosti rozšířit o paměťovou kartu a 2 GB RAM paměti. 5’’ displej využívá technologii AMOLED s FullHD rozlišením. Fotoaparát má 20 MPx. Baterie obsahuje 2 420 mAh. V České republice se prodává.

### Lumia Icon
Lumia Icon je dostupná pouze pro amerického operátora Verizon a proto se prodává pouze ve Spojených státech amerických. Vyrábí se pouze v bílé a černé barvě. Její váha je opět 167 g. Vnitřní paměť telefonu zůstala opět na 32 GB s 2 GB RAM paměti. Velikost displeje opět zůstala na 5’’ s FullHD rozlišením. Fotoaparát opět získal 20 MPx. Baterie také zůstala na 2 420 mAh. V České republice se neprodává.

### Lumia 1020
Lumia 1020 je v současné době vlajkovou lodí společnosti Nokia na poli fotomobilů. Vzhled vychází z Lumie 920, vyrábět se však bude jen v černé, žluté a bílé barvě. 4,5’’ displej využívá technologii AMOLED, přibyl FM přijímač a zdvojnásobila se operační paměť. Hlavní změnou je však 41 MPx fotoaparát s technologií Pure View, xenonovým bleskem, možností bezztrátového zoomu po vyfocení fotografie a optickou stabilizací obrazu. V České republice se prodává.

### Lumia 1320
Lumia 1320 byla společně s Lumiemi 1520 a 2520 představena na konferenci Nokia World 2013 v Abú Dhabí. Designově vychází z Lumie 625 a vyrábí se v černé, bílé, žluté a červené barvě. Telefon disponuje 6’’ HD IPS LCD displejem s technologií Clear Black a je vybaven dvoujádrovým procesorem Qualcomm Snapdragon S4 o frekvenci 1,7 GHz. Vnitřní paměť telefonu dosahuje 8 GB s možností rozšířit paměť telefonu paměťovou kartou a s 1 GB RAM paměti. Kapacita baterie je 3 400 mAh. Fotoaparát disponuje pouhými 5 MPx. V České republice se prodává.

### Lumia 1520
Lumia 1520 byla společně s Lumiemi 1320 a 2520 představena na konferenci Nokia World 2013 v Abú Dhabí. Vyrábí se v černé, bílé, žluté a červené barvě. Telefon disponuje 6’’ FullHD IPS LCD displejem s technologií Clear Black a je vybaven čtyřjádrovým procesorem Qualcomm Snapdragon 800 o frekvenci 2,2 GHz. Vnitřní paměť telefonu dosahuje 32 GB s možností rozšířit paměť telefonu paměťovou kartou a s 2 GB RAM paměti. Kapacita baterie je 3 400 mAh. Fotoaparát získal opět 20 MPx. V České republice se prodává.

### Lumia 2520
Lumia 2520 byla společně s Lumiemi 1320 a 1520 představena na konferenci Nokia World 2013 v Abú Dhabí a je prvním tabletem společnosti Nokia. Tablet je vybaven 10,1’’ IPS LCD displejem vybaveným technologií Clear Black a vyrábí se v černé, červené, modré a bílé barvě. Je vybaven čtyřjádrovým procesorem Qualcomm Snapdragon 800 o frekvenci 2,2 GHz. Operační systém je Windows RT. V České republice se neprodává.